# محاصره کاتسورایاما
محاصره کاتسورایاما (انگلیسی: Siege of Katsurayama)، در مارس ۱۵۵۷ بین نیروهای ژاپنی دایمیو تاکدا شینگن و اوئه‌سوگی کنشین به عنوان بخشی از مبارزات نبردهای کاواناکاجیما انجام شد.